# Вех Михр Шапур
Вех Михр Шапур (умер в 442 г.) был сасанидским военачальником и первым марзпаном Армении с 428 по 442 г. Вех Михр Шапур умер в 442 году, и ему наследовал Васак из Сюника.

## Биография
В 428 году по просьбе нахарара Армении сасанидский царь Бахрам V решил свергнуть царя Армении Арташеса IV и упразднить монархию Аршакуни в Армении. Для управления этим древним королевством, ставшим провинцией, он назначил Вех Михра Чапура титулом марзбана, или маркграфа, а королевский лейтенант доверил армянину Вахану Аматуни. Другие армянские дворяне занимают важное положение в стране, такие как Арчавир Камсаракан, Саак II Багратуни, Васак Сюни, Вардан Мамиконян и Нерчапух Арцруни.
В этот период Бахрам хочет, чтобы Армянская апостольская церковь была присоединена к Персидской церкви, с одной стороны, потому что эта Церковь является единственной христианской Церковью, допущенной в Империю Сасанидов, а с другой стороны, потому что это присоединение вывело бы Армянскую Церковь из под византийского влияния. С этой целью, вместо католикоса святого Саака, низложенного одновременно с Арташесом, Бахрам назначил на этот пост в 428 г. Сурмака. Беркишо был низложен в 432 г., и ему наследовал святой Саак в духовной власти и другой сирийский перс, Самуил, в светской власти. Самуила после его смерти в 437 году заменил Сурмак, снова католикос. Святой Саак, со своей стороны, идет ко двору Бахрама и добивается освобождения двух армянских заложников, своего внука Вардана Мамиконяна и Газавона. Святой Саак умер в 439 г., а в 440 г. умер его сподвижник святой Месроп, изобретатель армянского алфавита.
Вех Михр Шапур умер в 442 году после правления, которое считалось справедливым и либеральным. Он умел поддерживать порядок, не сталкиваясь лоб в лоб с национальными чувствами. После него марзпаном был назначен Васак Сюни.